# MACO
Przedsiębiorstwo Mayer & Co Beschläge GmbH (znane również pod nazwą MACO) jest międzynarodowym producentem okuć do okien i drzwi, główna siedziba przedsiębiorstwa znajduje się w Salzburgu w Austrii. Przedsiębiorstwo zatrudnia ponad 2300 na całym świecie (stan: lipiec 2007), powierzchnia całkowita zakładów produkcyjnych ponad 140 000 m².

## Historia
Przedsiębiorstwo zostało założone przez Lorenza Mayera w 1947 w miejscowości Altenmarkt im Pongau. W roku 1952 przedsiębiorstwo zostało przeniesione do Salzburga W 1971 roku Lorenz Mayer umiera w firmie, Ernst Mayer przejmuje zarządzanie spółką. W latach 1972–1992 przedsiębiorstwo rozrasta się do 25 400 m² i 590 pracowników. W 1995 roku zostaje otworzony drugi zakład produkcyjny w Trieben, jego stopniowa rozbudowa trwa do roku 2007.

## Lokalizacja

### Zakłady produkcyjne
Okucia Maco produkowane są w dwóch zakładach produkcyjnych:
- Salzburg
- Trieben

Trzeci zakład produkcyjny w Mauterndorf, rozpocznie produkcję w połowie 2008 roku. Zakład montażowy w Kaludze (Rosja) zostanie oddany do użytku do końca 2008 roku i będzie obsługiwał wyłącznie rynek rosyjski.
Rocznie spółka Maco wyposaża w swoje okucia 25 milionów okien.

### Oddziały zagraniczne
Oddziały zagraniczne znajdują się w:
- Włochy (pod nazwą MAICO) zaopatrują również rynki hiszpański, portugalski oraz grecki
- Wielka Brytania
- Holandia
- Niemcy
- Polska
- Rosja
- Czechy
- Słowacja
- Francja
- Hiszpania
- Rumunia
- Ukraina